# 大同路 (廣州)
大同路位于中华人民共和国广州市，是一条呈南北走向的道路，车辆通行方向为由北向南单向通行。
大同路東邊原有大觀河流經，為西關最繁華之地，涌上的八座橋清朝名為「八橋之盛」。

## 与之交汇道路
- 顺序由北往南排列，粗体字为主干道
- 第十甫路
- 和平西路
- 梯云东路
- 六二三路

## 临路建筑
- 西城都荟

## 公共交通
- 广州地铁1号线黃沙站
- 广州地铁6号线黃沙站

均在鄰近大同路位置設有出口。